# Bisdom Moramanga
Het bisdom Moramanga (Latijn: Dioecesis Moramangana) is een rooms-katholiek bisdom met als zetel Moramanga, in Madagaskar. Het bisdom is suffragaan aan het aartsbisdom Toamasina. 

## Geschiedenis
Het bisdom werd opgericht op 13 mei 2006, uit delen van het bisdom Ambatondrazaka, en was suffragaan aan het aartsbisdom Antananarivo. Op 26 februari 2010 veranderde het van kerkprovincie en werd suffragaan aan het nieuw opgerichte aartsbisdom Toamasina. 

## Parochies
Het bisdom had in 2021 een oppervlakte van 12.064 km2 en telde 535.820 inwoners waarvan 35,0% rooms-katholiek was.

## Bisschoppen
- Gaetano Di Pierro (13 mei 2006 - 3 maart 2018)
- Rosario Saro Vella (8 juli 2019 - heden)